# Hadebrandsdorf
Koordinaten: 51° 3′ 27″ N, 8° 47′ 33″ O
Hadebrandsdorf ist eine ehemalige Dorfsiedlung in der Gemarkung der Kernstadt von Frankenberg (Eder) im nordhessischen Landkreis Waldeck-Frankenberg. Das kleine Dorf lag am rechten, östlichen Ufer der Eder und dem linken, westlichen Ufer der kurz danach in die Eder mündenden Nemphe auf 279 m Höhe etwa 0,5 km südwestlich der Altstadt. An seiner Stelle wurde im Jahre 1249 das Kloster St. Georgenberg angesiedelt.

## Geschichte
Das Dorf wurde aufgegeben, als seine Bewohner in die 1233/34 auf Anordnung des Landgrafen Konrad von Thüringen, Statthalter der ludowingischen Landgrafen von Thüringen in deren hessischen Gebieten, in die neu errichtete Stadt Frankenberg umsiedelten. Bereits wenige Jahre später, 1249, wurde das im Jahre 1242 von Konrad von Itter gestiftete Zisterzienserinnenkloster Butzebach von seiner unwirtlichen Stelle im Nuhnetal in die Nähe der befestigten Stadt an die Stelle des verlassenen Dorfs verlegt. Dort war noch die kleine romanische Kapelle des Orts vorhanden. Diese wurde den Anforderungen eines Nonnenklosters entsprechend umgebaut und dem Heiligen Mauritius gewidmet. Die dortigen Eingänge zu einer Nonnenempore konnten, wie auch Reste späterer Umbauten der Kapelle zum Fruchtspeicher, nachgewiesen werden.
In der Folgezeit erfuhr das aufgegebene Dorf nur noch gelegentlich urkundliche Erwähnung, so als Gerlach von Biedenfeld im Juni 1303 seinen halben Zehnten in Hadebrandsdorf dem Kloster übereignete und dann sein Sohn Johann von Biedenfeld 1330 diese Übereignung bestätigte.